# Rene Lavan
Rene Lavan es un actor cubano, (n. 5 de noviembre de 1968).
Lavan nació en Artemisa, Provincia de La Habana, Cuba. En 1980, a la edad de 11 años, fue parte del Éxodo del Mariel. En 1996 apareció como Gustavo en la aclamada película independiente "Azúcar amarga" dirigida por León Ichaso. En 1995 se instaló en México para actuar en la telenovela "Morelia". Posteriormente apareció en la telenovela "One Live to Live", producida por la cadena estadounidense ABC, interpretó el rol de Javier Pérez. Participó en la telenovela producida por Venevisión "Enamorada" (1999). En 2001, apareció como el protagonista masculino de la telenovela de Televisa "María Belén".
Ha aparecido en varias publicaciones como People en Español, Vanidades y Harper's Bazzar. En los últimos años, las apariciones en televisión de Lavan han sido en el popular drama de CBS, CSI: Miami (2003), en NBC Las Vegas (2004), y en la película  Dirty Dancing: Havana Nights (2004). También apareció en Una Navidad de locos. Lavan ha organizado programas como los Billboard de la música latina, los Grammy Latinos, entre otros.
Actualmente interpreta a Francisco Alonso en la telenovela juvenil estadounidense Every Witch Way.